# Баттальини, Франческо
Франческо Баттальини (итал. Francesco Battaglini; 13 марта 1823, Мирабелло, Папская область — 8 июля 1892, Болонья, королевство Италия) — итальянский кардинал. Епископ Римини с 28 февраля 1878 по 3 июля 1882. Архиепископ Болоньи с 3 июля 1882 по 8 июля 1892. Кардинал-священник с титулом церкви с 27 июля 1885, с Сан-Бернардо-алле-Терме с 30 июля 1885.